# Заселення слов'янами Східних Альп
Заселення слов'янами Східних Альп проходило в VI-VIII століттях і була одним з двох основних напрямків міграції слов'ян, які просувалися з Центральної Європи в Центральне Подунав'я і на Балканський півострів, а також із Північного Причорномор'я — земель антів. Ця міграція призвела до формування етногенезу сучасних словенців, і меншою мірою, хорватів.

## Історія
Слов'янські міграції почалися на пізнішому етапі Великого переселення народів. В Альпійсько-Панонському регіоні слов'янські міграції фактично слідували слідами германських. Так, у 568 році лангобарди пішли з Паннонії до Північної Італії (Ломбардії) через гірські перевали Східних Альп. Давні слов'яни в союзі з аварами відразу зайняли всю Паннонію і почали своє просування слідом за германцями. У 588 році слов'яни з'явилися у верхів'ях річки Сави, де зіткнулися з баварськими інтересами під проводом короля Тассило I. Попри опір германців, в 591 році слов'яни займають басейн верхньої течії річки Драва. Після 600 року слов'яни — хорутани заселяють весь сучасний Крас, а також всі гірські долини. Перед ними відкривається Фріульська низовина, компактно населена романізованим населенням, включеним до складу Лангобардського королівства. Подальші спроби просування слов'ян у глиб Італії тривали, але вони наштовхувалися на шалений опір нечисленних, але вкрай агресивних лангобардів, якими керував Фердульф. Кінець слов'янської колонізації в самій Італії поклала битва при Лауріані у 720 році, коли фріульський герцог — лангобард Пеммо вщент розбив слов'янське військо. Так, у Східних Альпах закінчила своє формування слов'яно-романська мовна межа, в цілому збережена до наших днів, хоча області компактного, в тому числі змішаного, проживання слов'ян і романців довгий час зберігалися по обидва боки кордону (Істрія, Далмація, Фріулі). Їх можна знайти і в наші дні (Венеційська Словенія). Примітно, що прийшле германське населення Італії з часом зазнало романізації, в той час як автохтонне романське населення Східних Альп слов'янізувалося, про що свідчить топоніми та археологічні розкопки.

## Адаптація

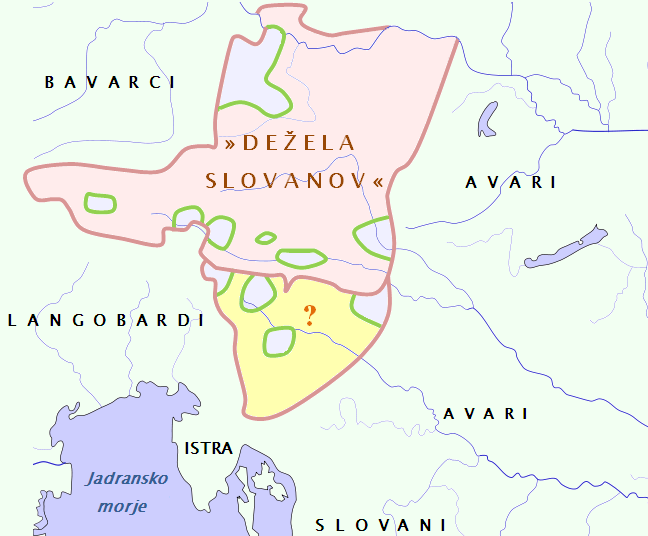
Хорутанські землі в часи князя Валука приблизно у 626 році

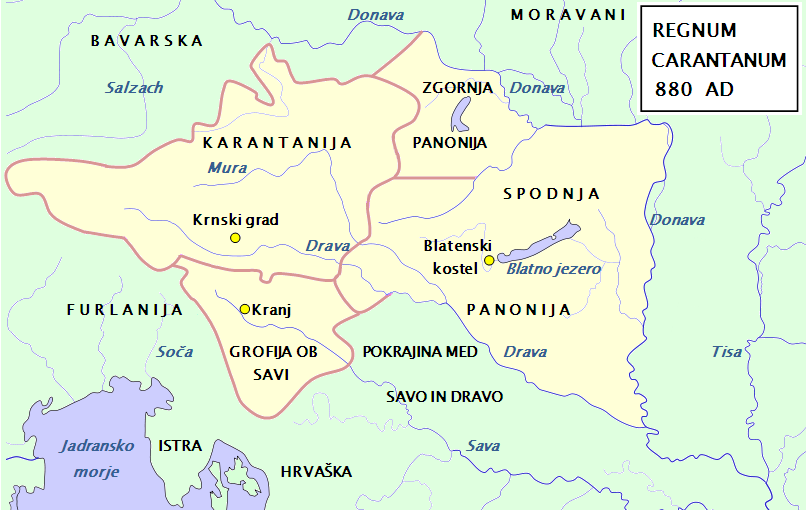
Королівство Карантанія — приблизно у 880 році

Оселившись у Східноальпійському регіоні, слов'яни в основному поглинули нечисленне романізоване населення колишнього римського Норіка. На початковому етапі слов'яни-язичники поневолили романське населення, про що свідчить старий слов'янський термін для позначення рабів — хрещеник/krščenik, букв. «хрещений християнин», оскільки спочатку тільки романське населення сповідувало християнство. Частина романського населення намагалася сховатися від слов'ян у твердинях на вершинах пагорбів, наприклад, у фортеці Айдна в гірському хребті Караванке або у фортеці Рифник близько сучасного Целє. Недавні археологічні розкопки показали, що навіть деякі відносно незахищені міста досить довго захищалися від загарбників. Частина споконвічного населення просто переселилася вглиб Італії або поступово перемістилася в міста й острови вздовж Адріатичного узбережжя (сучасний Новиград), де їм було легше підтримувати міську романську культуру і зв'язки з Італією. Але з часом і самі слов'яни, як і германці, перейняли християнство у романських народів регіону. Тому дуже скоро етнічно обумовлене рабство втратило свою актуальність. Як і германці, слов'яни називали романізовані народи терміном волохи, влахи або лахи. Про це свідчать збережені топоніми в сучасній Словенії: Лашко (Laško), Лашки рів (Laški rovt), Лаховце (Lahovče) та ін. Річкова топоніміка Словенії, такі назви як: Сава, Драва, Соча, так само як і назва Карніола (слов'янізована в Кранська / Kranjska), також була перейнята у залишків романського населення. Вторгнення слов'ян на Балкани перервало комунікаційне сполучення Константинополя з Адріатикою і послабило позиції грецької культури в західному Середземномор'ї. Тому альпійські слов'яни, на відміну від балканських, виявилися в цілому включені в західноєвропейську систему цінностей, сприйнявши латинський алфавіт та католицтво в міру свого розвитку в сучасні нації.